# Синдром на ходещия труп
Синдром на ходещия труп или Синдром на Котард e рядко психично разстройство, при което засегнатото лице притежава заблуждаващото убеждение, че вече е мъртъв, не съществува, загнива или е загубил кръв или вътрешни органи. Статистическият анализ на кохорта от сто пациента показва, че отричането на самосъществуването е симптом, който присъства в 45% от случаите на синдрома на Котард; 55% от пациентите имат илюзии за безсмъртие.
През 1880 г. неврологът Жул Котард описва състоянието като Le délire des négations („Делириум на отрицанието“), психиатричен синдром с различна тежест. Лекият случай се характеризира с отчаяние и самоотвращение, докато тежкият случай се характеризира с интензивни заблуди и хронична психиатрична депресия. Случаят с Мадмоазел Х описва жена, която отрича съществуването на части от тялото си и нуждата ѝ от храна. Тя твърди, че е осъдена на вечно проклятие и следователно не може да умре от естествена смърт. В хода на страданието „Делириум на отрицанието“ Мадмоазел X умира от глад.
Синдромът на Котард не е споменат в Диагностичен и статистически наръчник на психичните разстройства (ДСН), нито в десетото издание на Международна статистическа класификация на болестите и проблемите, свързани със здравето (МКБ) на Световната здравна организация.

## Знаци и симптоми
Заблудата на отрицанието е централният симптом при синдрома на Котард. Пациентът, страдащ от това психично заболяване, обикновено отрича съществуването си, съществуването на определена част от тялото си или съществуването на цялото си тяло. Синдромът на Котард съществува в три етапа: (I) Стадий на покълване – появяват се симптомите на психотична депресия и хипохондрия; (II) Цъфтеж – пълното развитие на синдрома и заблудите; (III) Хроничен стадий – продължителни, тежки налудности заедно с хронична психиатрична депресия.
Синдромът на Котард отнема страдащия от други хора поради пренебрегването на личната им хигиена и физическото здраве. Заблудата на отрицание на себе си пречи на пациента да измисли смисъла на външната реалност, която след това произвежда изкривена представа за външния свят. Такава заблуда обикновено се открива при психотичния пациент, който също има шизофрения. Въпреки че диагнозата на синдрома на Котард не изисква пациентът да има халюцинации, силните заблуди са сравними с тези, открити при пациенти с шизофрения.

## Патопсихология
Основната неврофизиология и психопатология на синдрома на Котард може да бъде свързана с проблеми на заблуждаващо погрешно идентифициране. Неврологично се смята, че заблудата на Котард (себеотрицание) е свързана със синдрома на Капгра (хората са заменени от измамници); всеки тип заблуда се дължи на неврално възбуждане в областта на предпазното лице на мозъка (което разпознава лицата) и в амигдалата (която свързва емоциите с разпознатото лице).
Невронното изключване създава в пациента усещане, че лицето, което те наблюдават, не е лицето на човека, към когото принадлежи; поради това на лицето липсва познаването, което обикновено се свързва с него. Това води до дереализация или прекъсване на връзката с околната среда. Ако наблюдаваното лице е това на човек, познат на пациента, те изпитват това лице като лице на измамник (заблудата на Капгра). Ако пациентът види собственото си лице, той не би възприел никаква връзка между лицето и собственото си чувство за Себе си – което води до това, че пациентът вярва, че той не съществува (заблудата на Котард).
Синдромът на Котард обикновено се среща при хора, страдащи от психоза (например, шизофрения), неврологични заболявания, психични заболявания, клинична депресия, дереализация, мозъчен тумор и мигренозно главоболие. Медицинската литература показва, че появата на заблудата на Котард е свързана с лезии в париеталния лоб.
Заблудата на Котард също е резултат от неблагоприятния физиологичен отговор на пациента към лекарство (например ацикловир) и неговия предшественик на пролекарство (например валацикловир). Появата на симптоми на Синдрома на Котард се свързва с висока серумна концентрация на 9-карбоксиметоксиметилгуанин (CMMG), основния метаболит на лекарството ацикловир. Като такъв, пациентът със слаби бъбреци (нарушена бъбречна функция) продължава да рискува появата на халюцинационни симптоми, въпреки намаляването на дозата на ацикловир. Хемодиализата разрешава налудностите на пациента (на себеотрицанието) в рамките на часове от лечението, което предполага, че появата на симптоми на Синдрома на Котард не винаги може да бъде причина за психиатрична хоспитализация на пациента.